# Coelotes cylistus
Coelotes cylistus är en spindelart som beskrevs av Peng och Wang 1997. Coelotes cylistus ingår i släktet Coelotes och familjen mörkerspindlar. Inga underarter finns listade i Catalogue of Life.